# Північно-східна лікарня «Найтінгейл»
Північно-східна лікарня «Найтінгейл» Національної служби охорони здоров'я Англії (англ. NHS Nightingale Hospital North East) — одна з тимчасових лікарень, створена національною службою охорони здоров'я Англії у 2020 році в рамках заходів боротьби з поширенням COVID-19. Вона була побудований у Центрі передового досвіду сталого передового виробництва у передмісті Сандерленда Вашингтоні.

## Передумови
Щоб збільшити потужність реанімаційних відділень під час епідемії COVID-19 в Англії, та лікувати хворих на COVID-19, було розроблено плани щодо створення додаткових тимчасових лікарень для тих, хто потребує лікування та догляду. Вони були названі «Лікарні Найтінгейл» на честь Флоренс Найтінгейл, яка прославилася як військова медсестра під час Кримської війни, та вважається засновницею сучасного медсестринської справи.
12 жовтня 2020 року на тлі зростання кількості випадків хвороби у Північній Англії лікарню перевели в режим очікування.

## Опис лікарні
Заклад було переобладнано під лікарню з вартістю 23,5 мільйона фунтів стерлінгів. У лікарні було розгорнуто 460 ліжок, будівля була поділена на 16 палат. Лікарня підпорядковувалась фонду лікарні служби охорони здоров'я Англії в Ньюкасл-апон-Тайні. Лікарня була підготовлена британськими збройними силами спільно з місцевими фондами охорони здоров'я. Член парламенту графства Дарем Річард Голден заявив, оголошуючи про початок будівництва лікарні 10 квітня, що очікується, що вона буде відкрита для хворих протягом наступних двох тижнів.
Лікарня була офіційно відкрита 5 травня 2020 року на віртуальній церемонії міністром охорони здоров'я Метью Генкоком. На церемонії відкриття також були присутні телевізійні знаменитості Ант і Дек, футбольний експерт і колишній футболіст Алан Ширер, і гравець у крикет Бен Стокс.
Це не була звичайна лікарня, вона мала приймали лише хворих, які вже перебували на стаціонарному лікуванні в інших лікарнях регіону та відповідали певним критеріям. Вони залишалися в лікарні, доки їх не оцінювали як готових повернутися до загальної лікарні.
Лікарню тримали в режимі очікування для лікування хворих коронавірусною хворобою, але вона не прийняли жодного пацієнта. 12 жовтня 2020 року на тлі зростання кількості випадків хвороби у Північній Англії лікарня був переведена в режим готовності приймати хворих, але так їх і не прийняла..
У січні 2021 року служба охорони здоров'я визнала, що не направлятиме хворих у спеціально створену лікарню. Пізніше того ж місяця було оголошено, що лікарня замість цього стане центром масової вакцинації.
31 березня 2022 року лікарню закрили остаточно.

## Транспорт
25 січня 2021 року транспортна компанія «Go North East» запровадив автобусний маршрут під брендом «ConnectorShuttle», який курсував між автовокзалом Конкорд і лікарнею Найтінгейл. Пересадка з автобусного маршруту № 56 була на автостанції.